# Витешки устанак
Витешки устанак избио је 1522. године у Светом римском царству. Подигли су га протестанти и хуманисти предвођени Франц фон Зикингеном против католичке цркве. Устанак је брзо угушен, али је послужио као инспирација за предстојећи Немачки сељачки устанак.

## Устанак
Минцерова верска проповед била је само љуштура за пропаганду социјалног преврата, потпуно укидање експлоатације и уништење експлоататора. Сељачко-плебејски табор добио је свог новог вођу и свој програм. Наступило је доба за акцију; први су иступили витезови.
Устанак је августа 1522. године подигао Франц фон Зикинген организујући скупштину племића рајнске области и суседних земаља у Ландау. На скупштини је потписана повеља „братског споразума“ која представља покушај уједињења витезова. Зикинген је почетком септембра продро на поседе трирског архиепископа Рихарда. Дана 8. септембра започела је опсада града. Устаници су рачунали и на помоћ грађана Трира. Уз топовску ђулад, Зикинген је град бомбардовао и писмима. Међутим, све је било узалуд. Грађани су остали верни Рихарду. Помоћ стиже из Брауншвајга. Акција Филипа Хесенског приморала је Зикингена да подигне опсаду. Његов замак је порушен, а он сам смртно рањен. Устанак је угушен.